# 2018-as Európa-liga-döntő
A 2018-as Európa-liga-döntő az európai labdarúgó-klubcsapatok második legrangosabb tornájának 9., jogelődjeivel együttvéve a 47. döntője volt. A mérkőzést a Décines-Charpieu-i Parc Olympique Lyonnais stadionban rendezték 2018. május 16-án. A mérkőzés győztese részt vesz a 2018-as UEFA-szuperkupa döntőjében, ahol az ellenfél a 2017–2018-as UEFA-bajnokok ligája győztese volt, valamint automatikusan részvételi jogot szerzett a 2018–2019-es UEFA-bajnokok ligája csoportkörébe.

## A csapatok
A táblázatban a korábbi döntők vannak feltüntetve, beleértve az Európa-liga előtti UEFA-kupa néven futó időszakot is. Vastagon szedve a győztes évek.
| Csapat             | Korábbi döntők |
| ------------------ | -------------- |
| Marseille          | 2 (1999, 2004) |
| Atlético de Madrid | 2 (2010, 2012) |

## Helyszín
A Parc Olympique Lyonnais (más nevén: Grand stade de Lyon vagy Stade des Lumières) a francia Olympique Lyonnais csapatának otthona. Lyontól keletre, Décines-Charpieu területén található. A létesítmény tulajdonosa az OL Groupe vállalat, a létesítményt 2016. december 9-én jelölték ki a döntő helyszínéül az UEFA Nyonban tartott közgyűlésén.

## Előzmények
Az Olympique de Marseille harmadik döntőjére készülhetett a sorozatban, miután 3-2-es összesítéssel jutott túl az elődöntőben az osztrák Red Bull Salzburg csapatán. Mindkét korábbi, még UEFA-kupa-döntőjét elveszítette a csapat 1999-ben és 2004-ben. Ez volt a klub ötödik nemzetközi kupadöntője, a Bajnokok Ligájában, illetve annak elődjében, a Bajnokcsapatok Európa-kupájában 1991-ben elveszítette a döntőjét, míg 1993-ban megnyerte a trófeát. 
Az Atlético de Madrid szintén harmadik döntőjére készült a sorozatban, miután az elődöntőben az angol Arsenal csapatát búcsúztatta 2-1-es összesítéssel. A két korábbi döntőjét egyaránt megnyerte a madridi csapat 2010-ben és 2012-ben. Ez volt a kilencedik döntője a klubnak a nemzetközi kupákban, korábban három BEK/Bajnokok Ligája és három Kupagyőztesek Európa-kupája-döntőt is játszottak.
A két csapat kétszer játszott egymással a Bajnokok Ligájában ezt megelőzően.

## A mérkőzés előtt

### A döntő nagykövete
A sorozat és a döntő nagykövete ebben az évben Éric Abidal volt, aki korábban három szezont játszott a Lyonban és két Bajnokok Ligáját nyert a Barcelonával. 

### Jegyek
A döntőben az 57 000 férőhelyes stadionban összesen 23 000 jegyet kaptak a szurkolók. Ezek nagy részét a két döntős csapat szurkolói kapták, de értékesítettek belépőket az UEFA.com-on keresztül, 2018. március 15-e és 22-e között, négy kategóriában: 150 €, 100 €, 70 € és 45 € áron. A fennmaradó jegyeket a helyi szervezőbizottságnak, az UEFA-nak, a nemzeti szövetségeknek, kereskedelmi partnereknek és műsorszolgáltatóknak osztották el.

### Nyitóceremónia
A találkozó előtti ünnepélyes ceremónián az Ofenbach nevű DJ-duó lépett fel.

### Játékvezető
Az UEFA 2018. május 7-én jelölte ki a mérkőzés játékvezetőjének a holland Björn Kuiperst, aki korábban a 2013-as Európa-liga-döntőt és a 2014-es UEFA-bajnokok ligája-döntőt is vezette.

## A mérkőzés
| 2018. május 16. 20:45 |

| Olympique de Marseille | 0–3               | Atlético de Madrid         |
| ---------------------- | ----------------- | -------------------------- |
|                        | (0–1) Jegyzőkönyv | Griezmann 21' 49' Gabi 89' |

| Parc Olympique Lyonnais, Décines-Charpieu Játékvezető: Björn Kuipers (holland) |

| Marseille | Atlético Madrid |

| GK          | 30 | Steve Mandanda             |     |     |
| RB          | 17 | Bouna Sarr                 |     |     |
| CB          | 23 | Adil Rami                  |     |     |
| CB          | 19 | Luiz Gustavo               | 75' |     |
| LB          | 18 | Jordan Amavi               | 38' |     |
| CM          | 29 | André-Frank Zambo Anguissa |     |     |
| CM          | 8  | Morgan Sanson              |     |     |
| RW          | 26 | Florian Thauvin            |     |     |
| AM          | 10 | Dimitri Payet (c)          |     | 32' |
| LW          | 5  | Lucas Ocampos              |     | 55' |
| CF          | 28 | Valère Germain             |     | 74' |
| Cserék:     |    |                            |     |     |
| GK          | 16 | Yohann Pelé                |     |     |
| DF          | 2  | Szakai Hiroki              |     |     |
| DF          | 6  | Rolando                    |     |     |
| MF          | 4  | Boubacar Kamara            |     |     |
| MF          | 27 | Maxime Lopez               |     | 32' |
| FW          | 11 | Kósztasz Mítroglu          |     | 74' |
| FW          | 14 | Clinton N'Jie              | 78' | 55' |
| Vezetőedző: |    |                            |     |     |
| Rudi Garcia |    |                            |     |     |

| GK            | 13 | Jan Oblak          |     |     |
| RB            | 16 | Šime Vrsaljko      | 23' | 46' |
| CB            | 24 | José María Giménez |     |     |
| CB            | 2  | Diego Godín        |     |     |
| LB            | 19 | Lucas Hernández    | 78' |     |
| RM            | 11 | Ángel Correa       |     | 88' |
| CM            | 14 | Gabi (c)           |     |     |
| CM            | 8  | Saúl Ñíguez        |     |     |
| LM            | 6  | Koke               |     |     |
| CF            | 7  | Antoine Griezmann  |     | 90' |
| CF            | 18 | Diego Costa        |     |     |
| Cserék:       |    |                    |     |     |
| GK            | 25 | Axel Werner        |     |     |
| DF            | 3  | Filipe Luís        |     |     |
| DF            | 15 | Stefan Savić       |     |     |
| DF            | 20 | Juanfran           |     | 46' |
| MF            | 5  | Thomas Partey      |     | 88' |
| FW            | 9  | Fernando Torres    |     | 90' |
| FW            | 21 | Kevin Gameiro      |     |     |
| Vezetőedző:   |    |                    |     |     |
| Germán Burgos |    |                    |     |     |

| A mérkőzés legjobbja: Antoine Griezmann (Atlético Madrid) Asszisztensek: Sander van Roekel (holland) Erwin Zeinstra (holland) Negyedik játékvezető: Szymon Marciniak (lengyel) Vonalbírók: Danny Makkelie (holland) Pol van Boekel (holland) Tartalék játékvezető: Mario Diks (holland) | Szabályok - 90 perc játékidő. - 30 perc hosszabbítás döntetlen esetén. - Ha ezt követően sincs döntés, akkor tizenegyes következnek. - Hét cserejátékos nevezhető, három cserelehetőség. |